# Sven Thofelt
Sven Alfred Thofelt (Stockholm, 19 mei 1904 - Djursholm, 1 februari 1993) was een Zweeds modern vijfkamper en schermer.

## Biografie
Thofelt werd in 1928 olympisch kampioen moderne vijfkamp. In 1936 en 1948 won Thofelt Olympische medailles bij het schermen met het degen team.
Thofelt was van 1960 tot en met 1988 voorzitter van de Union internationale de pentathlon moderne en van 1970 tot en met 1976 lid van het Internationaal Olympisch Comité.

## Belangrijkste resultaten

### Olympische Zomerspelen
| Jaar | Plaats      | Discipline       | Onderdeel    | Resultaat |
| ---- | ----------- | ---------------- | ------------ | --------- |
| 1928 | Amsterdam   | moderne vijfkamp | individueel  | Goud      |
| 1932 | Los Angeles | moderne vijfkamp | individueel  | 4e        |
| 1932 | Los Angeles | schermen         | degen        | 9e        |
| 1936 | Berlijn     | moderne vijfkamp | individueel  | 4e        |
| 1936 | Berlijn     | schermen         | degen (team) | Zilver    |
| 1948 | Londen      | schermen         | degen (team) | Brons     |

### Wereldkampioenschappen schermen
| Jaar | Plaats   | Onderdeel    | Resultaat |
| ---- | -------- | ------------ | --------- |
| 1937 | Parijs   | degen (team) | Brons     |
| 1938 | Piešťany | degen (team) | Zilver    |
| 1947 | Lissabon | degen (team) | Zilver    |

1912: Gösta Lilliehöök ·
1920: Gustaf Dyrssen ·
1924: Bo Lindman ·
1928: Sven Thofelt ·
1932: Johan Oxenstierna ·
1936: Gotthard Handrick ·
1948: William Grut ·
1952: Lars Hall
1956: Lars Hall ·
1960: Ferenc Németh ·
1964: Ferenc Török ·
1968: Björn Ferm ·
1972: András Balczó ·
1976: Janusz Pyciak-Peciak ·
1980: Anatoli Starostin ·
1984: Daniele Masala ·
1988: János Martinek ·
1992: Arkadiusz Skrzypaszek  ·
1996: Aleksandr Parygin ·
2000: Dmitri Svatkovski ·
2004: Andrej Moisejev ·
2008: Andrej Moisejev ·
2012: David Svoboda ·
2016: Aleksandr Lesoen ·
2020: Joe Choong ·
2024: Ahmed El-Gendy